# Roncus
Roncus är ett släkte av spindeldjur. Roncus ingår i familjen helplåtklokrypare.

## Dottertaxa tillRoncus, i alfabetisk ordning[1]
- Roncus abditus
- Roncus aetnensis
- Roncus alpinus
- Roncus andreinii
- Roncus anophthalmus
- Roncus antrorum
- Roncus araxellus
- Roncus assimilis
- Roncus babadochiae
- Roncus baccettii
- Roncus barbei
- Roncus bauk
- Roncus beieri
- Roncus belbogi
- Roncus bellesi
- Roncus belluatii
- Roncus binaghii
- Roncus birsteini
- Roncus boneti
- Roncus caballeroi
- Roncus cadinensis
- Roncus caprai
- Roncus caralitanus
- Roncus carinthiacus
- Roncus carusoi
- Roncus cassolai
- Roncus caucasicus
- Roncus cerberus
- Roncus ciobanmos
- Roncus comasi
- Roncus corcyraeus
- Roncus corimanus
- Roncus craciun
- Roncus crassipalpus
- Roncus dallaii
- Roncus dalmatinus
- Roncus davor
- Roncus dazbog
- Roncus decui
- Roncus dragobete
- Roncus duboscqi
- Roncus euchirus
- Roncus gardinii
- Roncus gestroi
- Roncus giganteus
- Roncus golemanskyi
- Roncus golijae
- Roncus grafittii
- Roncus gruiae
- Roncus hibericus
- Roncus hors
- Roncus ingaunus
- Roncus insularis
- Roncus italicus
- Roncus ivanjicae
- Roncus jagababa
- Roncus jaoreci
- Roncus jarilo
- Roncus judsoni
- Roncus julianus
- Roncus juvencus
- Roncus kikimora
- Roncus lagari
- Roncus leonidae
- Roncus liebegotti
- Roncus ligusticus
- Roncus lonai
- Roncus lubricus
- Roncus lychnidis
- Roncus mahnerti
- Roncus melitensis
- Roncus melloguensis
- Roncus menozzii
- Roncus microphthalmus
- Roncus negreae
- Roncus neotropicus
- Roncus novus
- Roncus numidicus
- Roncus orao
- Roncus pannonius
- Roncus pantici
- Roncus paolettii
- Roncus parablothroides
- Roncus peramae
- Roncus pljakici
- Roncus podaga
- Roncus pripegala
- Roncus puddui
- Roncus pugnax
- Roncus remesianensis
- Roncus remyi
- Roncus rujevit
- Roncus sandalioticus
- Roncus sardous
- Roncus satoi
- Roncus setosus
- Roncus siculus
- Roncus sotirovi
- Roncus stankokaramani
- Roncus starivlahi
- Roncus strahor
- Roncus stussineri
- Roncus svanteviti
- Roncus svarozici
- Roncus svetavodae
- Roncus tabacarui
- Roncus talason
- Roncus tenuis
- Roncus timacensis
- Roncus tintilin
- Roncus transsilvanicus
- Roncus travuniensis
- Roncus troglophilus
- Roncus trojan
- Roncus trojanicus
- Roncus tuberculatus
- Roncus turritanus
- Roncus veles
- Roncus vidali
- Roncus virovensis
- Roncus vitalei
- Roncus viti
- Roncus yaginumai
- Roncus zeumos
- Roncus zoiai